# Kanat de Tabriz
El Kanat de Tabriz fou un dels kanats de l'Azerbaidjan persa que va esdevenir per gairebé cinquanta anys semi-independent del tron iranià.
Fins al final de la dinastia safàvida la ciutat de Tabriz i les regions circumdants van pertànyer a Pèrsia i eren la capital de la província (beylik) d'Azerbaidjan. Després de la mort de Nader Shah Afshar el 1747 el seu imperi va ser dividit entre els seus hereus i els notables, i l'afganès Azad Khan, un cap militar paixtu va aconseguir l'Azerbaidjan. Amb la guerra de successió sobre el tron de l'Iran entre els Qajar i els Zand, els Dumbuli o Donboli senyors de Khoy i Salmas van poder establir el seu govern també a Tabriz i van estendre la seva influència sobre la província sencera.
Najaf Quli Khan Donboli, fill de Shahbaz Khan I de Khoy, va entrar a servei de Nader Shah i fou també governador-general de l'Azerbaidjan en temps del seu successor. Va fundar el kanat amb Tabriz com el seu centre. Najaf Quli Khan I el seu nebot Shahbaz Khan II es van unir Fath Ali Khan Afshar-Arashlu, el kan d'Urmia, qui va ampliar les seves fronteres per ocupar Ardabil, Khalkhal, i parts segures d'Azerbaidjan del sud. Finalment, Fath Ali Khan es va fer governant suprem de tot l'Azerbaidjan, i Tabriz va esdevenir capital del seu regne del que va ampliar les fronteres amb l'ocupació d'Ardabil i Khalkhal. El govern delegat del kanat va ser encarregat a Najaf Qoli Khan. Després de la mort de Fath Ali Khan, el kanat de Tabriz va obtenir la seva independència efectiva.
Els kans Dumbuli o Donboli van prometre fidelitat primer a Mohammad Hassan Khan Qajar, més tard a Karim Khan Zand i al final a Agha Mohammad Khan Qajar, qui va ser proclamat el 1792 shahanshah i emperador de tot l'Iran. El kanat de Tabriz amb els dominis originals de la casa del clan Dumbuli, el Kanat de Khoy va esdevenir un vassall de Pèrsia i finalment el 1809 va ser incorporat a la nova regència (velayat) establerta pel príncep hereu qajar, que tenia tradicionalment el càrrec de vicegovernant (vali) d'Azerbaidjan amb la seu del poder a Tabriz.

## Kans
- Najaf Quli Khan I (fill de Shahbaz Khan I de Khoy), 1713, †1785, va succeir al seu pare 1731 a Churs; del 1731 al 1785 va ser el governant de Churs i Salmas, va succeir al seu germà Morteza Quli Khan II el 1747 com a cap del clan Dumbuli o Donboli, va governar des de 1747, sent governador de Tabriz de 1769 a 1785 i primer kan de Tabriz
- Khodadad Khan (El seu fill), †1787 (assassinat per Sadegh Khan Shaqqaqi), va succeir al seu pare el 1785 com a kan de Tabriz, governador de Tabriz de 1785 a 1787, segon kan de Tabriz
- Hossein Quli Khan (Nebot de Najaf Quli Khan), 1756, †1798, governant de Khoy 1786-1793 i 1797-1798, quart kan de Khoy; el 1787 va incorporar Tabriz al seu govern; fou el tercer kan de Tabriz.
- Jafar Quli Khan (Germà de Hossein Quli Khan), es va oposar el seu germà 1793-1797 i 1799 en els seus dominis dels germans i fou el quart kan de Tabriz.
- Najaf Quli Khan II (net de Khodadad Khan), 1809 governador i governant kan de Tabriz. - Després que Tabriz va esdevenir la seu del príncep de corona persa de la dinastia Qajar, va actuar com a governador suplent d'Azerbaidjan.[6][7][8][9]

## Llista abreujada
- Najaf Quli Khan I 1742 - 1785
- Khodadad Khan II 1785 - 1787
- Husein Quli Khan Donboli 1787 - 1798
- Jafar Quli Khan Donboli (rebel, va fugir a Rússia) 1798 - 1799
- Najaf Quli Khan II 1799 - 1809